# Gynoplistia (Gynoplistia) persephoneia
Gynoplistia (Gynoplistia) persephoneia is een tweevleugelige uit de familie steltmuggen (Limoniidae). De soort komt voor in het Australaziatisch gebied.